# براد هودج
براد هودج (29 ديسمبر 1974 بملبورن في أستراليا - ) (بالإنجليزية: Brad Hodge)‏ هو لاعب كريكت أسترالي ونيوزلندي. شارك مع منتخب أستراليا الوطني للكريكت. أما مع فريق رياضي، فقد لعب مع فريق فكتوريا للكريكت وكلكتا نايت رايدرز ونادي مقاطعة لانكشر للكريكت ‏ ونادي مقاطعة دورهام للكريكت ‏ وKochi Tuskers Kerala ‏ ونادي مقاطعة ليسترشاير للكريكت ‏ وAdelaide Strikers ‏ وMelbourne Renegades ‏ وميلبورن ستارز ‏.

## وصلات خارجية
- براد هودج على موقع إي آس بي آن كريك إنفو (الإنجليزية)